# Irina Levitina
Pour les articles homonymes, voir Levitina.
 (mars 2016).
Si vous disposez d'ouvrages ou d'articles de référence ou si vous connaissez des sites web de qualité traitant du thème abordé ici, merci de compléter l'article en donnant les références utiles à sa vérifiabilité et en les liant à la section « Notes et références ».
Irina Solomonovna Levitina (en russe : Ирина Соломоновна Левитина), née le 8 juin 1954 à Saint-Pétersbourg (alors Léningrad), est une joueuse d'échecs et de bridge soviétique naturalisée américaine.

## Joueuse d'échecs
Irina Levitina a participé à plusieurs championnats du Monde entre 1973 et 1992. Elle arriva en finale en 1984 avant de s'incliner contre la tenante du titre, Maïa Tchibourdanidzé.
Elle remporte quatre fois le championnat d'URSS féminin entre 1971 et 1981. Naturalisée américaine, elle ajoute trois titres de championne des États-Unis, de 1991 à 1993.

## Bridgeuse
Irina Levitina est également une joueuse de bridge de premier plan. Son palmarès inclut des victoires aux championnats du Monde par équipes et par paires (Venice Cup 2007 et Coupe McDonnell 2002).